# Brackley Town Football Club
El Brackley Town FC es un club de fútbol inglés del poblado de Brackley, Northamptonshire. Fue fundado en 1890 y actualmente juega en la National League, la quinta división del fútbol inglés.